# Europarltv
EuroparlTV est la plateforme officielle de webdiffusion du Parlement européen. Ce service propose une diffusion en continu des sessions parlementaires et des réunions de comités, des contenus archivés, le programme des débats ainsi que des vidéos éducatives. La plupart des contenus est soit sous-titrée, soit traduite dans chacune des 22 langues officielles de l'Union européenne.
EuroparlTV a été lancé le 17 septembre 2008. Un prototype d'EuroparlTV avait cependant été mis en place dès novembre 2007.
Le Parlement européen fait appel à deux contractants différents pour développer cette plateforme. Le contenu est ainsi produit par Mostra, une agence de communication bruxelloise. La partie technique (site web, serveur, streaming) est géré par Twofour, une entreprise de webdiffusion et communication basé à Plymouth. La chaîne est financée sur le budget du Parlement européen. 

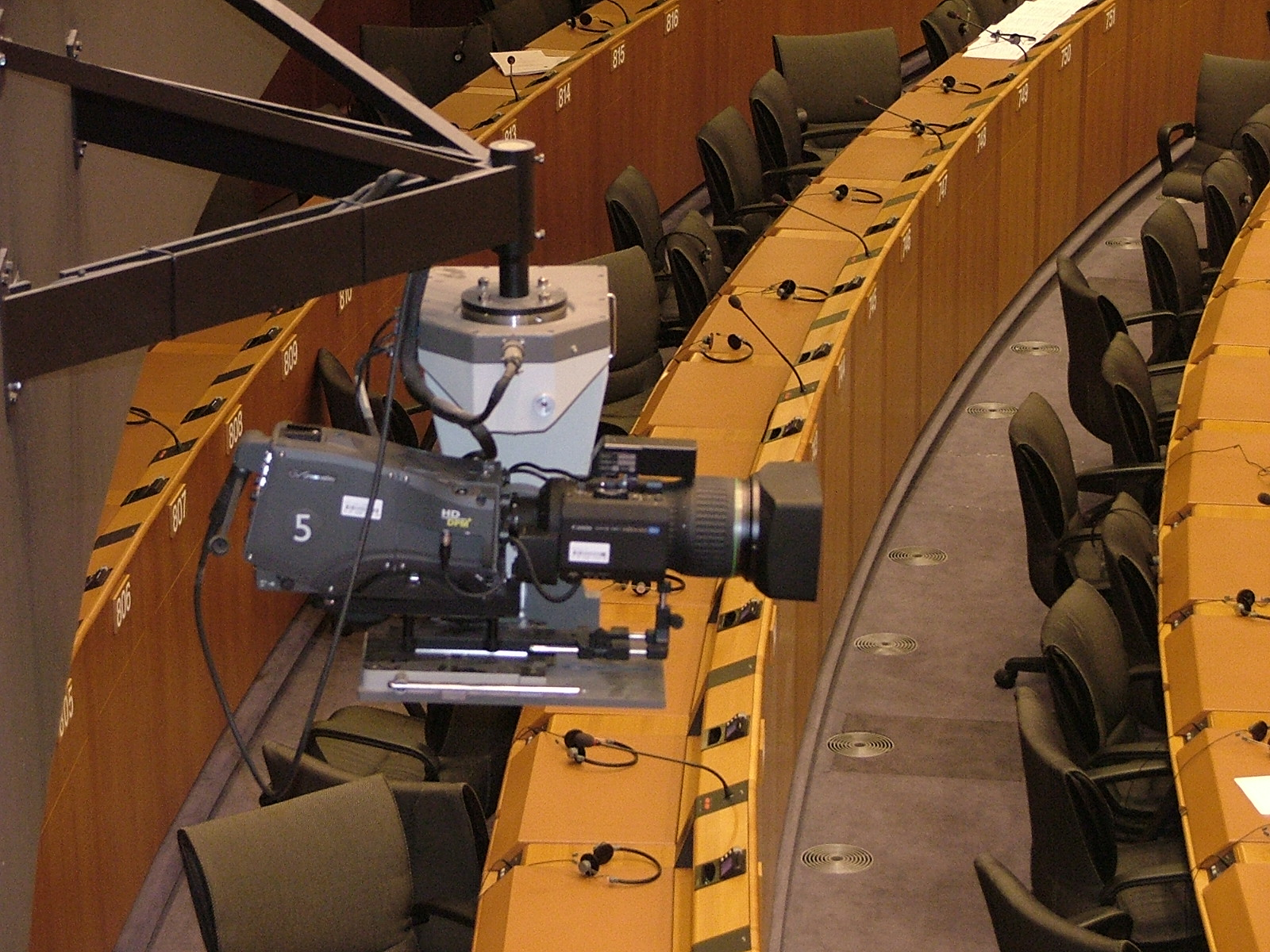
Caméra dans l'hémicycle du bâtiment Paul-Henri Spaak de Bruxelles.

## Format
Le contenu d'EuroparlTV est divisé en trois "chaînes" :
- Actualité du Parlement: fournit une couverture exhaustive des activités du Parlement européen. L'actualité et les sujets brûlants y sont présentés de façon accrocheuse et dynamique.

- Parlement des jeunes : représente une démarche unique envers les professeurs et les élèves. Notre personnage virtuel, Blink, est le pilier de la série et explique aux plus jeunes les affaires européennes dans les émissions Backstage, Eureka et A-Z.

- Découvrez le Parlement : est moins centrée sur l'actualité et explique, avec un certain recul, ce que le Parlement européen représente dans le grand projet européen. L'émission Histoire fait voyager les téléspectateurs dans le passé pour explorer les moments importants de l'histoire européenne.

Les vidéos sont disponibles aux formats Adobe Flash et Windows Media Player.
Une section à part offre une retransmission en direct des commissions et des plénières du Parlement européen. Ces retransmissions en direct sont uniquement disponibles pour les utilisateurs de PC.

## Historique
Le Parlement européen a décidé de recourir à des opérateurs extérieurs pour créer ce service. Il a lancé un appel d'offres pour désigner deux entreprises, l'une devant mettre en place le site web et l'hébergement du service, l'autre devant créer le matériel et le contenu.
Le Parlement européen a signé un premier contrat en décembre 2006 avec Twofour, une entreprise britannique, pour mettre en place la plateforme. Le second a été signé en juillet 2007 avec Mostra, une compagnie bruxelloise, qui fournira le contenu.
Depuis son lancement en 2008, EuroparlTV s'est développé et compte aujourd'hui 75 partenaires : des chaînes de télévision locales, régionales ou nationales, mais aussi un certain nombre de sites web européens.